# Takuro Kaneko
Takuro Kaneko (金子 拓郎?, Kaneko Takuro; Saitama, 30 luglio 1997) è un calciatore giapponese, centrocampista o attaccante  degli Urawa Reds.

## Caratteristiche tecniche
Giocatore duttile, può giocare come ala o esterno destro.

## Carriera

### Club
Cresciuto in patria, dopo 4 anni nelle file del Consadole Sapporo, il 25 luglio 2023 viene acquistato in prestito dalla Dinamo Zagabria.
Con i croati colleziona 41 presenze e 5 gol, vincendo il campionato e la coppa nazionale, ma a fine stagione non viene riscattato.
Il 9 luglio 2024 viene acquistato dal Kortrijk, militante nel campionato belga.
Il 20 gennaio 2025 viene acquistato dagli Urawa Reds, dopo sole 16 presenze e un gol nel campionato belga.
Con i nipponici partecipa al Mondiale per club 2025, servendo un assist, contro l'Inter,fornendo il pallone per il momentaneo 1-0.

### Nazionale
Nel 2019 ha vinto una medaglia d'oro alle Universiadi. In tale competizione segna 3 gol, tra cui un gol in semifinale all'Italia.

## Statistiche

### Presenze e reti nei club
Statistiche aggiornate al 22 gennaio 2025.
| Stagione                 | Club                     | Campionato               | Campionato | Campionato | Coppe nazionali | Coppe nazionali | Coppe nazionali | Coppe continentali | Coppe continentali | Coppe continentali | Altre coppe | Altre coppe | Altre coppe | Totale | Totale |
| Stagione                 | Club                     | Comp                     | Pres       | Reti       | Comp            | Pres            | Reti            | Comp               | Pres               | Reti               | Comp        | Pres        | Reti        | Pres   | Reti   |
| ------------------------ | ------------------------ | ------------------------ | ---------- | ---------- | --------------- | --------------- | --------------- | ------------------ | ------------------ | ------------------ | ----------- | ----------- | ----------- | ------ | ------ |
| 2019                     | Consadole Sapporo        | J1                       | 6          | 0          | CdL+CI          | 8+0             | 1+0             | -                  | -                  | -                  | -           | -           | -           | 14     | 1      |
| 2020                     | Consadole Sapporo        | J1                       | 31         | 4          | CdL             | 4               | 1               | -                  | -                  | -                  | -           | -           | -           | 35     | 5      |
| 2021                     | Consadole Sapporo        | J1                       | 38         | 7          | CdL+CI          | 8+1             | 0               | -                  | -                  | -                  | -           | -           | -           | 47     | 7      |
| 2022                     | Consadole Sapporo        | J1                       | 27         | 1          | CdL+CI          | 4+2             | 1+2             | -                  | -                  | -                  | -           | -           | -           | 33     | 4      |
| 2023                     | Consadole Sapporo        | J1                       | 21         | 8          | CdL+CI          | 3+0             | 1+0             | -                  | -                  | -                  | -           | -           | -           | 24     | 9      |
| Totale Consadole Sapporo | Totale Consadole Sapporo | Totale Consadole Sapporo | 123        | 20         |                 | 30              | 6               |                    |                    | -                  |             | -           | -           | 123    | 20     |
| 2023-2024                | Dinamo Zagabria          | 1.HNL                    | 28         | 2          | CC              | 4               | 1               | UCL+UEL+UECL       | 1+0+8              | 0+0+2              | -           | -           | -           | 41     | 5      |
| 2024-gen. 2025           | Kortrijk                 | D1                       | 16         | 1          | CB              | 2               | 0               | -                  | -                  | -                  | -           | -           | -           | 18     | 1      |
| gen-2025-                | Urawa Reds               | J1                       | 25         | 1          | CI              | 1               | 1               | -                  | -                  | -                  | Cmc         | 3           | 0           | 29     | 1      |
| Totale carriera          | Totale carriera          | Totale carriera          | 192        | 24         |                 | 37              | 8               |                    | 9                  | 2                  |             | 3           | 0           | 211    | 33     |

## Palmarès

### Club

#### Competizioni nazionali
- Coppa di Croazia: 1

Dinamo Zagabria: 2023-2024
- Campionato croato: 1

Dinamo Zagabria: 2023-2024

### Nazionale
- Universiade: 1

2019